# Autostrade automatizzate
Il sistema di autostrade automatizzate (Automated Highway System) o "Smart Roads" (Strade intelligenti), è una tecnologia di sistemi evoluti di trasporto intelligente con lo scopo di permettere il traffico di automobili senza guidatore su specifiche vie o corsie riservate, ed un sistema di tutela legislativa e copertura assicurativa adeguati. 
 Viene spesso indicato come un mezzo per ridurre la congestione da traffico, dato che riduce drasticamente le distanze interveicolari e permette il transito di un numero superiore di veicoli per unità di tempo rispetto allo stesso tratto di strada non automatizzato.

## Come funziona
La carreggiata ha una fila di bulloni o punte magnetizzate in acciaio inossidabile nel suo centro, disposte alla distanza di un metro. La macchina rileva le punte per misurare la propria velocità e localizzare il centro della corsia. Le punte possono avere il nord oppure il sud magnetico rivolti verso l'alto. Emettitori radio ai lati della via inviano in modo wireless piccole quantità di dati digitali che descrivono curve, intersezioni, uscite stradali, velocità consigliate, deviazioni per lavori in corso, situazioni di pericolo, ecc.
Le automobili hanno automatizzato sia lo sterzo idraulico di potenza, sia i freni a disco con ABS, sia un pilota automatico (regolabile via radio dalle autorità stradali a seconda delle situazioni) che controlla acceleratore, freni e la velocità in generale, e tutti questi vengono controllati da elaboratori elettronici, collegati a vari tipi di sensori, che permettono fini ed immediati aggiustamenti.
Le macchine si organizzano da sole in plotoni da otto a venticinque veicoli. Le auto che costituiscono i plotoni si distanziano automaticamente l'una dall'altra di un metro, in questo modo la resistenza dell'aria viene minimizzata. Si stabilisce che la distanza tra i plotoni sia pari alla distanza convenzionale di sicurezza a quella velocità. Se qualsiasi cosa va male, il numero di vetture eventualmente coinvolte in un incidente stradale corrisponderebbe a quello del plotone.

## Dispiegamento
Un prototipo di sistema autostradale automatizzato venne testato nella contea di San Diego, in California lungo la Interstate 15. Comunque, nonostante il successo tecnico del programma, l'investimento si è mosso di più verso la progettazione di veicoli autonomi intelligenti piuttosto che nella costruzione di una infrastruttura specializzata. Il sistema AHS (Automated Highway System) inserisce la tecnologia dei sensori in automobili che possono leggere indicatori stradali passivi, ed utilizza il radar (oppure il laser-radar lidar) e comunicazioni wireless tra le macchine per permettere a queste di auto-organizzarsi senza l'intervento dei guidatori.

## Questioni politiche
Gli incidenti di transito potrebbero quasi invariabilmente causare decessi multipli nelle autostrade dove macchine in pacchetti stretti viaggerebbero a circa 114 km/h (70 mph), creando il potenziale per il fallimento nel settore delle assicurazioni automobilistiche.
Se i requisiti legislativi sulla sicurezza fossero rivisti per esigere nei veicoli l'integrità post-impatto per la gabbia di sicurezza dell'abitacolo nel 99% dei casi ed il 99% di sopravvivenza dei passeggeri in essa contenuti a quelle velocità, si potrebbe avere un drastico incremento del peso delle automobili, causando un sostanziale aumento nel consumo di combustibili che porterebbe ad una serie di spiacevoli conseguenze come l'incremento dell'inquinamento atmosferico.
Dal momento che la sicurezza delle automobili è principalmente un problema di controllo, si potrebbe concludere che progressivamente i sistemi elettronici prenderanno il posto dei dispositivi e del design passivo di sicurezza. Comunque, per via dei già menzionati problemi dell'uovo e della gallina, e per problemi di responsabilità assicurativa, è poco probabile che sistemi di autostrade automatizzate (AHS) vengano in futuro impiantati ed estesamente utilizzati negli Stati Uniti.